# Guerrero del castillo

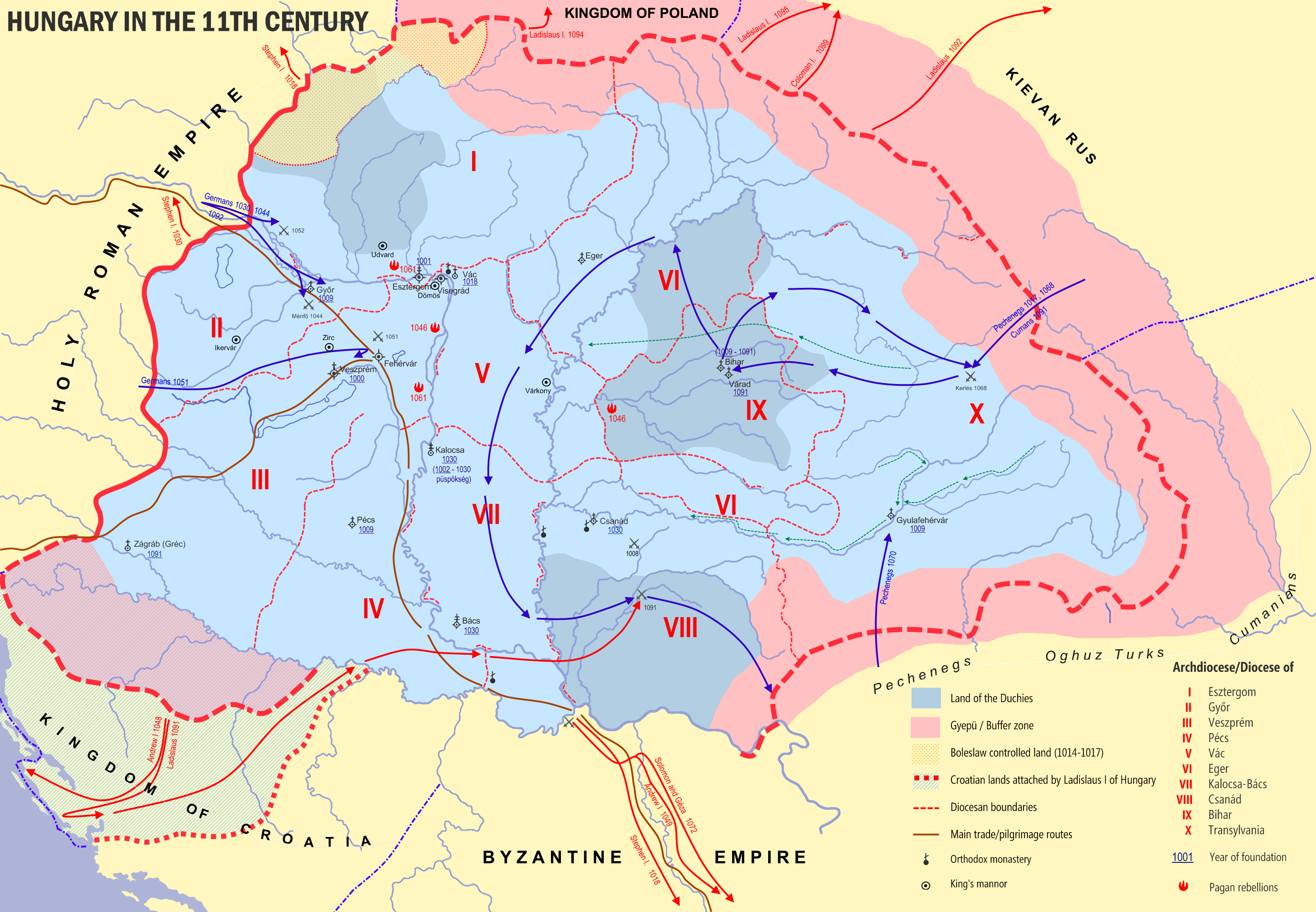
El reino de Hungría en el.

Los guerreros del castillo o siervos del castillo (en húngaro: várjobbágy, en latín: iobagio castri) era un terrateniente obligado a prestar servicios militares al ispán o cabeza de distrito de un castillo real en el reino medieval de Hungría. Los guerreros del castillo "formaban una clase de élite privilegiada que gobernaba a la mayoría de la gente del castillo" (Pál Engel) desde el establecimiento del reino alrededor del año 1000. Debido a la desintegración del sistema de distritos del castillo, muchos "guerreros del castillo" se convirtieron en siervos que trabajaban en las tierras de terratenientes privados en los siglos XIII y XIV; sin embargo, a algunos de ellos se les otorgó un estatus de nobleza completo o "condicional". 

## Orígenes

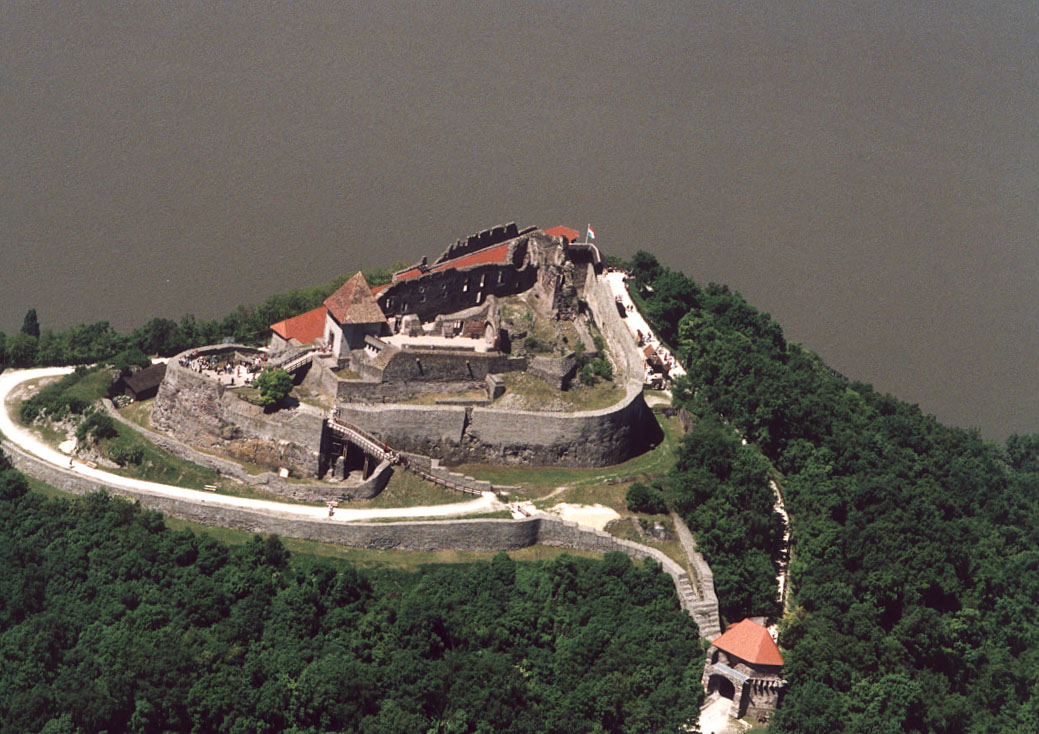
Ruinas del castillo real de Visegrád.

El origen de los guerreros del castillo probablemente se remonta a Esteban I, el primer rey coronado de Hungría (1000 o 1001-1038), ya que la mayoría de los castillos reales se erigieron durante su reinado. Sin embargo, el asentamiento de plebeyos armados alrededor de fortalezas principescas bien pudo haber comenzado bajo el gobierno de su padre, el Gran Príncipe Géza. La expresión jobbágy o iobagio, registrada por primera vez entre 1127 y 1131, es de origen húngaro, conectada con la palabra húngara para "mejor" (jobb).
Los guerreros del castillo tenían propiedades territoriales con un territorio definido a partir de propiedades reales adjuntas a un castillo real. A cambio de esta posesión de tierra, prestaron servicio militar al ispán del castillo real. Su propiedad era a menudo bastante grande, con un territorio de unas 70 hectáreas (170 acres).

"Deseamos que cada señor tenga sus propios guerreros y nadie intente persuadir a un guerrero para que deje a su antiguo señor y venga a él, ya que este es el origen de las disputas". Leyes de Esteban I, 1.23.

## Florecimiento
Aunque los terratenientes tenían un estatus superior a la gente del castillo, la legislación del reino no trataba a los guerreros del castillo como hombres libres de pleno derecho. Por ejemplo, un guerrero del castillo que se había apartado de su señor era "considerado como un fugitivo de la misma manera que un siervo fugitivo" (Pál Engel). Sin embargo, tenían derecho a apelar al monarca contra el ispán al que servían. Además, no podían ser despojados de la tierra que poseían, la cual pasaba a sus hijos al morir. Los guerreros del castillo también estaban exentos de los "denarios de los hombres libres" (denarii liberorum o liberi denarii), un impuesto pagadero por todos los hombres libres a los reyes.
Los guerreros del castillo designados por los ispán ocupaban los cargos principales de los distritos del castillo. Así, tanto los jefes de los "cientos" (unidades básicas de la administración de un distrito), como los oficiales del contingente militar del castillo siempre fueron elegidos entre ellos. Asimismo, el castellano fue siempre un guerrero del castillo en los primeros siglos del reino. Los guerreros del castillo estaban preocupados por preservar su estatus especial, por lo que con frecuencia demandaban a los udvarniks o habitantes del castillo que intentaban tomar sus tierras o usurpar sus privilegios. Aun así, la gente del castillo a veces era elevada al estatus más alto de guerreros del castillo.

A los guerreros del castillo les serán preservadas las libertades establecidas por el santo rey". Bula de Oro de 1222, artículo 19.

## Desintegración
La enajenación de algunas partes de las "tierras del castillo" comenzó bajo los primeros reyes de la dinastía Árpád, que inicialmente siempre resultó en el reasentamiento de los guerreros del castillo en nuevas tierras. Sin embargo, el rey Andrés II (1205-1235) distribuyó grandes parcelas de "tierras del castillo" (a veces condados enteros) entre sus seguidores. Esto resultó en que un número significativo de guerreros del castillo perdieran su contacto directo con los monarcas y quedaran sujetos a la autoridad de otros señores. Incluso el estatus de aquellos que permanecieron en las tierras del castillo se vio amenazado desde la década de 1370 por la idea emergente del "derecho real". Según este concepto, todas las tierras que no fueran propiedad de la nobleza o de un cuerpo eclesiástico pertenecían al monarca, por lo que los derechos de propiedad de quienes no hubieran sido ennoblecidos podrían ser cuestionados.
Sin embargo, los monarcas otorgaron el grado de nobleza a muchos guerreros del castillo para "eliminar la 'mancha de indignidad' que estaba unida al servicio del castillo" (Martyn Rady). Incluso los guerreros del castillo que vivían en los distritos del castillo distribuidos a los terratenientes privados podían recibir libertades colectivas especiales, aunque nunca se les concedió la "verdadera nobleza". Por ejemplo, a los "nobles iobaigiones de Turopolje" en el condado de Zagreb se les concedió el derecho a elegir sus propios jueces, derecho que conservaron hasta el siglo XIX.